# Szúnyogfalu
Szúnyogfalu (1899-ig Szúnyog-Závada, szlovákul Lietavská Závadka) Zsolnalitva község településrésze, egykor önálló község Szlovákiában, a Zsolnai kerület Zsolnai járásában.

## Fekvése
Zsolnalitva központjától 3 km-re északnyugatra fekszik.

## Története
A települést 1393-ban említik először, Zsolnalitva várának uradalmához tartozott. Birtokosa a Szunyogh család volt, róluk kapta a nevét is. Később a Marsovszky család tulajdonában állt. 1598-ban 7 háza volt. 1784-ben 15 házában 20 családban 92 lakosa élt.
A 18. század végén Vályi András így ír róla: „ZAVATKA. Szunyogd Zavatka. Tót falu Trentsén Várm. földes Urai több Urak, fekszik Lietavának szomszédságában, és annak filiája, Podhorjához is közel; határja meglehetős.”
1828-ban 17 háza és 132 lakosa volt.
Fényes Elek 1851-ben kiadott geográfiai szótárában így ír a faluról: „Zavadka, Trencsén m. tót falu, 137 kath. lak. F. u. a lietavai uradal. Ut. p. Zsolna.”
1910-ben 124, túlnyomórészt szlovák lakosa volt. Lakói  hagyományosan mezőgazdasággal és erdei munkákkal foglalkoztak. A trianoni békéig Trencsén vármegye Zsolnai járásához tartozott.
1960-ban csatolták Zsolnalitvához.

## Külső hivatkozások
- Szúnyogfalu Szlovákia térképén

## Lásd még
- Zsolnalitva